# الجواسيس الروس في الحرب الروسية الأوكرانية
في سياق الحرب الروسية الأوكرانية، وفي الفترة التي سبقت الغزو الروسي لأوكرانيا عام 2022 وبعدها، صنف بصورة علنية عدد من مواطني روسيا الاتحادية وجنسيات أخرى تعمل لمصلحة روسيا بأنهم جواسيس أو عملاء لجهاز الأمن الفيدرالي أو جهاز المخابرات الخارجية الروسية أو الذراع الاستخباراتي الثالث أو جهاز الاستخبارات العسكرية. إذ كانت كل ذراع تمتلك صلاحياتها الخاصة.
مع إطلاق عليهم صفات مثل «خارجين عن القانون» وعملاء سريين دون تفويض دبلوماسي، أمضى هؤلاء أغلب الأحيان سنوات عديدة يحملون هويات مزورة ويعيشون حياة هادئة، ولو أنهم في بعض الأحيان كانوا يغيرون مكان سكنهم أو ينتقلون إلى بلد آخر مع زوجاتهم، اللواتي من المحتمل أنهن لم يعرفن عن أنشطة أزواجهن التجسسية، ومع أطفالهم الذين لم تكن لديهم أي معرفة حول أنشطتهم الشريرة. يمكن أن يكون تحديد هويتهم أمرًا صعبًا لشبههم بالناس العاديين.
كان تهديد الجواسيس يتزايد في أوروبا، وكان معظم هؤلاء الجواسيس روسي الجنسية. قال جانيز ستوسيك، مدير وكالة الاستخبارات السلوفينية، حتى شهر يونيو من عام 2022 أن «جهود الاستخبارات المضادة في البحث عن خارجين عن القانون قد كثفت في الآونة الأخيرة» و «إن اتساع عمليات موسكو التجسسية تشكل تهديدًا كبيرًا».

## فاعلية الجواسيس الروس
في حين كان من الواضح أن رأي العملاء السريين الروس بخصوص رغبة أوكرانيا الدخول في حرب، وجاهزيتها لها، كان فشلًا ذريعًا، إذ كان الجيش الروسي يتوقع في شهر شباط من عام 2022 أن يلاقى بترحيب، وكان ذلك عائدًا بصورة جزئية إلى حقيقة أن محاولات روسيا السرية في زعزعة استقرار أوكرانيا في النصف الثاني من عام 2021 وأوائل العام 2022 باءت بالفشل. وكان هناك فشل استخباراتي روسي في استيعاب رغبة الغرب بتقديم الدعم لأوكرانيا على المدى البعيد. ونرى في الدوائر الدبلوماسية فشلًا يعود بصورة رئيسية إلى عمليات طرد الدبلوماسيين الجماعية. إلا أنه كانت هناك بعض حالات النجاح، في الحرب الحاسوبية في وسائل الإعلام وعلى الأرض في المناطق المحتلة من أوكرانيا. ويبقى أمرًا أكثر صعوبة تحديد فعالية الجواسيس على الأرض في البلدان الأخرى.

## القانونيون
إضافة إلى «الخارجين عن القانون»، اعتبر أكثر من 600 دبلوماسي روسي بأنهم «أشخاص غير مرغوب بهم» في عامي 2022 و 2023 وألغيت تفويضاتهم، ووصف عدد منهم بأنهم «ضباط استخبارات يزعمون أنهم دبلوماسيون» أو أنهم يشكلون «خطرًا على الأمن القومي». كان لعمليات الطرد هذه للدبلوماسيين تكلفة، إذ قامت روسيا بعمل انتقامي ضد دبلوماسيين في السفارات في روسيا.
ذكر رئيس الاستخبارات السرية في بريطانيا («إم آي 6»)، ريتشارد مور، أن نصف جواسيس روسيا تقريبًا الذين كانوا يعملون تخت غطاء دبلوماسي طردوا من أوروبا بحلول شهر يوليو من عام 2022.

## خارجون عن القانون
كشف عن وجود جواسيس متخفين، أو «الخارجون عن القانون»، وهو مصطلح للعملاء الاستخباراتيين الذين كانوا ينشطون دون غطاء دبلوماسي، في عدد من البلدان. ومع شبههم بالناس العاديين، كشف العديد من هؤلاء عبر أنشطتهم التي كانوا قد قاموا بها مؤخرًا والتنبه المتعاظم لوجودهم من قبل السلطات.
في العشرينيات من القرن العشرين، لم تكن دول عديدة قد اعترفت بالاتحاد السوفييتي وبذلك لم يكن هناك تمثيل دبلوماسي فيه. أرسلت وزارة الداخلية في الاتحاد السوفييتي أشخاصًا إلى الخارج ومنحتهم وثائق مزورة وتعليمات للاستقرار في بلدهم الجديد وإقامة صلات مع أشخاص يمكن أن يفيدوهم في المستقبل. استخدمت لجنة أمن الدولة النظام ذاته منذ الخمسينيات من القرن العشرين. أطلق عليهم في روسيا اسم راجفيدتشيك، وهو اختصار لكلمة «كشاف».
تميزت روسيا إلى حد ما بالطريقة التي غيرت من خلالها جنسية الضباط المولودين في روسيا ومنحتهم سنوات لبناء هوية مزورة في بلد آخر، قبل أن يطلب منهم تولي مهمة خاصة قد يستغرق إتمامها عقودًا. لا يعتقد بأن رقم «الخارجين عن القانون» الروس كان عاليًا، وربما كان أقل من 100، كانوا يعملون لدى مديرية المخابرات الروسية وجهاز المخابرات الخارجية والذين كان هدفهم الرئيسي التقارب من منظمات عسكرية وصناعية وسياسية وثقافية تتيح لهم الوصول إلى «بقعة المواهب»، وتحديد هوية الأشخاص الذين يمكن تجنيدهم من قبل آخرين.
يشكل «الخارجون عن القانون» أيضًا مجندين محليين من قبل روسيا، وجماعات تجسس متعاطفة مع روسيا أرسلت من روسيا أو بلدان أخرى إلى بلدان وطالبي لجوء مهاجرين أقنعوا بجمع معلومات استخباراتية.

### ألبانيا
في شهر أغسطس من عام 2022، شوهد 3 أشخاص، روسيان وألباني تسلقوا علنًا جدار مصنع أسلحة، من قبل الحراس الذين هاجموهم ببخاخ كيميائي قبل اعتقالهم. يعتقد أن أحدهم اعترف بأنه جاسوس روسي، ويستخدم المصنع حاليًا لإصلاح الأسلحة. والثلاثة محتجزون الآن. طلبت إحدى النساء الحصول على حق اللجوء مدعية أنها ستتعرض للاضطهاد في حال عودتها إلى روسيا. وافقت ألبانيا على طلب اللجوء. حتى شهر مايو من عام 2023 كان ميخائيل زورين، روسي كان قد استخدم البخاخ، ما يزال في السجن، في حين أطلق سراح البقية.

### أستراليا
في شهر شباط من عام 2023 كشف عن وجود شبكة تجسس ضخمة كان بين أعضائها أشخاص تنكروا بزي دبلوماسيين وعملاء سريين أخفوا هويتهم. ومع نشاطها لمدة 18 شهرًا اخترقت الشبكة من قبل منظمة الاستخبارات الأمنية الأسترالية. كان الأشخاص المتورطون في الشبكة يمتلكون تأشيرات غير مجددة، أو ملغية، أرغمتهم على مغادرة البلاد، بدلًا من أن يرحلوا، لتجنب عمليات انتقامية من دبلوماسيين أستراليين.

### النمسا
كشف عن وجود جاسوس يوناني يبلغ من العمر 39 عامًا في فيينا في شهر مارس من عام 2022 حين داهمت الشرطة منزلًا وعثرت داخله على أجهزة تعقب وأجهزة تنصت وجهاز للعثور على أجهزة تنصت مخفية وكاميرات إضافة إلى أجهزة خليوي وكمبيوتر لوحي وأجهزة لابتوب تحتوي على 10 ملايين ملف وبدلات وقاية من المواد الخطرة. كان الجاسوس، الذي كان والده عميل استخبارات روسي سابق شغل منصب دبلوماسي في ألمانيا والنمسا، قد نال تدريبه في روسيا وقام ب 65 رحلة إلى بلدان أخرى منذ عام 2018. مع عدم اتضاح مصادر دخله، امتلك الجاسوس ملكيات في اليونان والنمسا وروسيا، وشوهد في الوقت الذي كان يخضع فيه لرقابة وهو يستخدم صناديق إسقاط لنقل معلومات إلى طاقم السفارة الروسية في فيينا.

### بلجيكا
- بلجيكا هي مقر حلف شمال الأطلسي. في شهر أكتوبر من عام 2021 طرد حلف شمال الأطلسي 8 ضباط استخباراتيين روس لم يعلن عن أسمائهم من مهامهم في الحلف، الأمر الذي قلل من عدد الروس في المهمة إلى 10 فقط. كإجراء انتقامي، قال سيرجي لافروف أن كامل طاقم المهمة العسكرية لحلف شمال الأطلسي في موسكو سينزع عنهم التفويض. أوقفت كلتا المهمتان.[14]
- في شهر مارس من عام 2022، طردت بلجيكا 21 دبلوماسيًا روسيًا. ومع تخفيهم كفنيين وعمال نظافة وملحقين وممثلين تجاريين، حددت هويتهم جميعًا بأنهم أعضاء في جهاز الأمن الفيدرالي أو جهاز المخابرات الخارجية الروسية أو جهاز الاستخبارات العسكرية. وكان من بينهم السفير أليكسي كوكسوف. وتناقص عدد الطاقم في السفارة إلى أقل من 200.

- في شهر يناير من عام 2024 اكتشف وجود جاسوس روسي الجنسية، كان يعيش في بلجيكا ويدير مشروعًا تجاريًا يتخصص في الحصول على أجهزة مقاييس تنسيق وإرسالها إلى المؤسسات التجارية الدفاعية الروسية، في سكن مديرية المخابرات الروسية في موسكو.[15]